# Cornel Fugaru
Cornel Fugaru (* 2. Dezember 1940 in Bukarest; † 13. Juli 2011 ebenda) war ein rumänischer Sänger, Musiker, Liedtexter und Komponist von Unterhaltungsmusik.

## Leben
Fugaru erreichte erste Bekanntheit als Sänger und Frontmann der 1964 gegründeten Rockmusik-Band Sincron. Die Gruppe war bis zu ihrer Auflösung 1978 Begleitband von Sängerinnen wie Anda Călugăreanu, Pompilia Stoian, Margareta Pâslaru und Corina Chiriac.
Mitte der 1960er Jahre trat er als Interpret mit Liedern wie „Brezaia“, „Cici“, „Cei 4 M“ und „Oacă şi Boacă“ auch in Filmen wie Opt minute de vis (1967) unter der Regie von Mihai Constantinescu, Opt exerciţii de 625 de linii (1967) sowie Împuşcături pe portativ (1967) von Regisseur Cezar Grigoriu. Daneben absolvierte er auch als Solokünstler Tourneen und war Mitglied der Jury bei verschiedenen Gesangswettbewerben. 1971 wirkte er als Musiker bei der vom VEB Deutsche Schallplatten Berlin herausgegebenen Schallplatte Rumänische Gitarren mit.
Fugaru adaptierte auch zahlreiche Melodien aus der rumänischen Volksmusik wie zum Beispiel „Ducea rufele la râu“, „Pe lângă plopii fără soţ“, „Alunelul“, „Jocul fetelor“, „Sârba muntenească“ und „Hăulita de la Gorj“. Zu seinen bekanntesten Kompositionen gehören „Dau viaţa mea pentru o iubire“, „Nu sunt sclavul tău“ und „Eu nu mai sunt cel de ieri“, wobei er oftmals mit seiner Ehefrau Mirela Voiculescu Fugaru zusammenarbeitete.
Für den Eurovision Song Contest 1996 in Oslo komponierte er für die Sängerin Monica Anghel das von seiner Ehefrau getextete Lied „Rugă pentru pacea lumii“, das allerdings in der Qualifikationsrunde mit nur 11 Punkte den letzten Platz von 29 Teilnehmern belegte, und somit vor der Hauptrunde ausschied. Aufgrund dieses Ergebnisses verzichtete Rumänien beim Eurovision Song Contest 1997 auf eine Teilnahme.
Fugaru gewann aber zahlreiche Preise bei anderen Musikfestivals wie 1968 in Sofia, 1978 auch in Posen, 1983 und 1986 Mamaia sowie 1997 und 1998 in Australien. Darüber hinaus wurde ihm drei Mal der Preis der Vereinigung der rumänischen Komponisten (Uniunii Compozitorilor din România) verliehen und zwar 1988, 1990 und 1995.